# Verticordia oculata
Verticordia oculata là một loài thực vật có hoa trong Họ Đào kim nương. Loài này được Meisn. miêu tả khoa học đầu tiên năm 1857.